# 新潟県道232号浦佐小出線
新潟県道232号浦佐小出線（にいがたけんどう232ごう うらさこいでせん）は、新潟県南魚沼市から同県魚沼市に至る一般県道である。南魚沼市域は起点から約90 m のみで、残りは魚沼市域を通過する。

## 概要

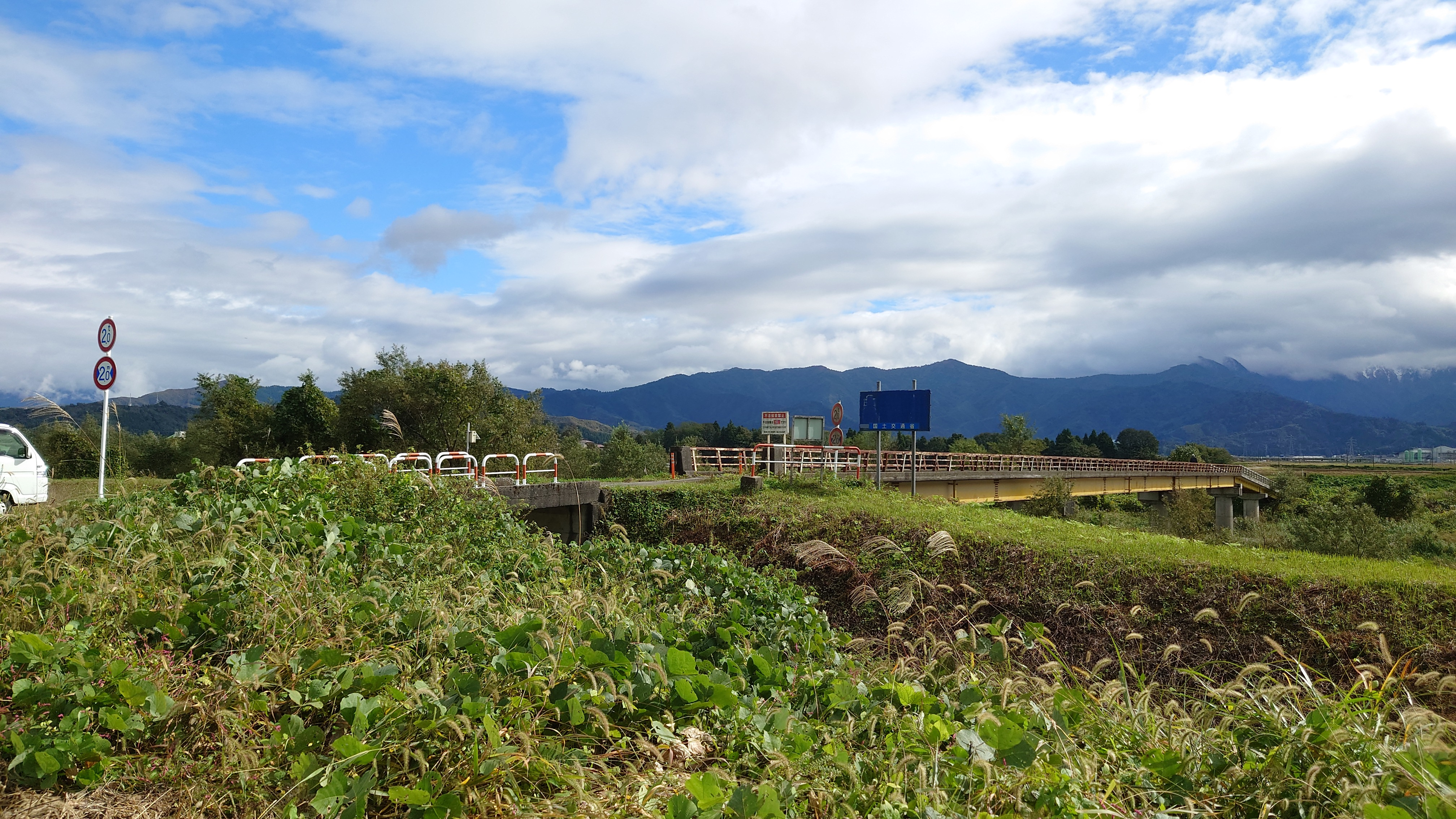
新潟県道232号栄橋（八色橋）

路線名の「浦佐」・「小出」は、起点・終点付近の旧自治体名（新潟県南魚沼郡浦佐村、同県北魚沼郡小出町）に由来する。

### 路線データ
- 起点：新潟県南魚沼市五箇（国道17号交点）
- 終点：新潟県魚沼市中原（国道17号・国道291号交点）

## 路線状況

### 道路施設
- 栄橋（南魚沼市 - 魚沼市・魚野川）
- 福山橋（魚沼市・魚野川）
- 青島大橋（魚沼市・魚野川）

## 地理

### 通過する自治体
- 新潟県
  - 南魚沼市 - 魚沼市

### 交差する道路
- 国道17号（三国街道）（起点：南魚沼市五箇）

この間冬季閉鎖区間あり（場所：南魚沼市五箇～魚沼市岡新田、距離：0.8km、期間：12月中旬～5月上旬、迂回路：なし）
- 国道17号（三国街道）（虫野交差点）
- 新潟県道532号虫野小出停車場線（魚沼市虫野字川島（「旧・国道17号」交点） - 魚沼市伊勢島で重複）
- 新潟県道372号五箇小出線（魚沼市青島、「福山橋」西詰）
- 新潟県道532号虫野小出停車場線（青島大橋東側交差点）
- 国道17号（三国街道）・国道291号（終点：古新田交差点）

### 周辺
- 関越自動車道 魚沼IC/BS
- JR上越線 八色駅
- 医療法人魚野会 ほんだ病院 - ウェイバックマシン（2001年8月5日アーカイブ分）
- 新潟県内水面水産試験場
- 新潟県立小出特別支援学校
- 新潟県立小出高等学校
- 魚沼市立小出中学校
- 魚沼市立伊米ヶ崎小学校
- JA北魚沼
  - 伊米ヶ崎支店
  - 農産物直売所 うおぬま百菜花ん（ひゃくさいかん）
- 伊米ヶ崎郵便局
- コメリホームセンター 小出店
- クスリのコダマ 小出南店
- 良食生活館 小出店（スーパーマーケット）
- 魚野川